# Philosophie politique de Pierre-Joseph Proudhon
 (août 2008).
Si vous disposez d'ouvrages ou d'articles de référence ou si vous connaissez des sites web de qualité traitant du thème abordé ici, merci de compléter l'article en donnant les références utiles à sa vérifiabilité et en les liant à la section « Notes et références ».

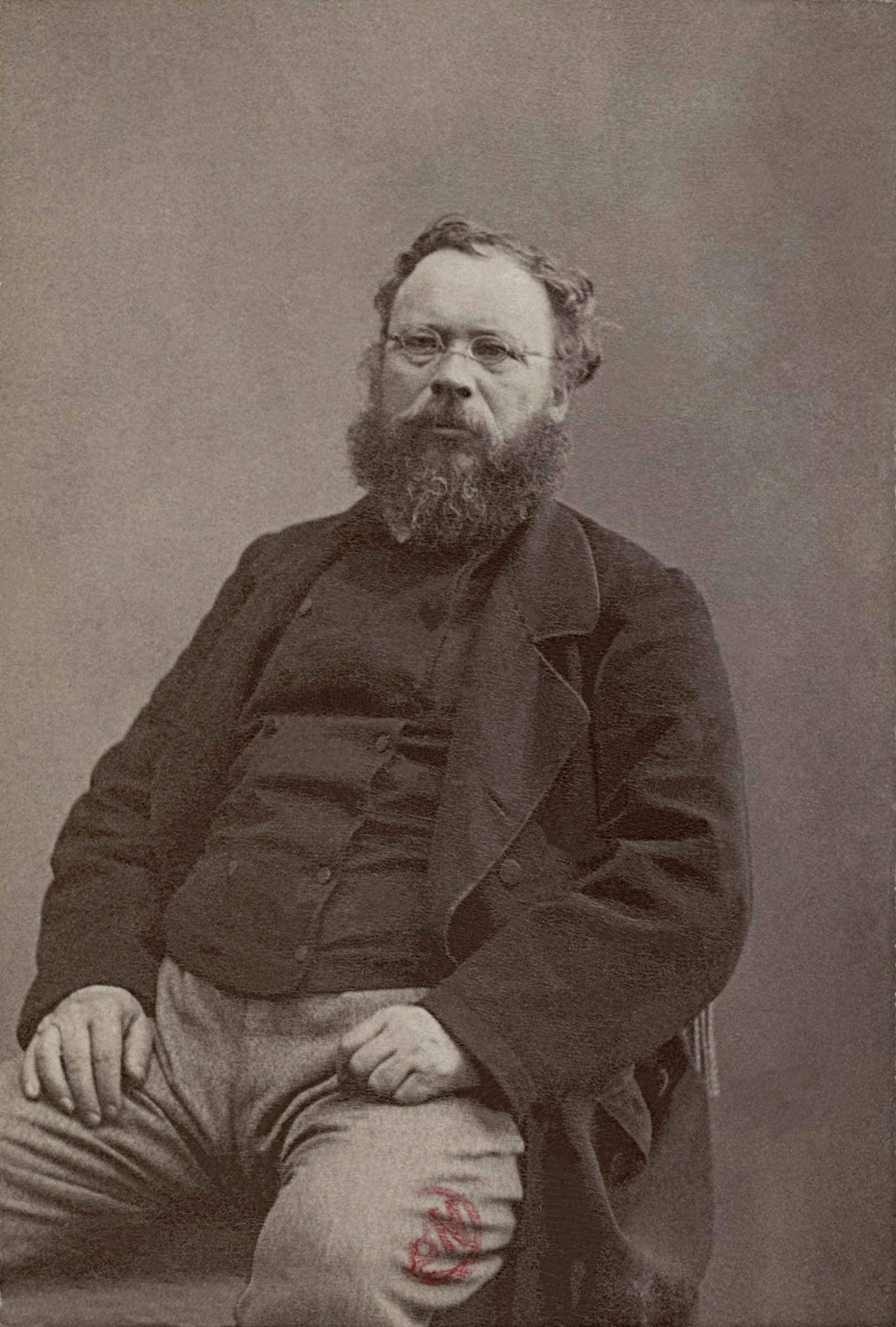
Proudhon par Nadar.

Pierre-Joseph Proudhon est un polémiste, journaliste, économiste, philosophe et sociologue français connu pour être l'un des fondateurs de l'anarchisme.
Autodidacte, théoricien du socialisme libertaire, partisan du mutuellisme et du fédéralisme, il est le premier théoricien connu à se désigner lui-même comme un « anarchiste ». Il écrit dans Du Principe fédératif que « Comme variété du régime libéral, j’ai signalé l’anarchie ou gouvernement de chacun par soi-même, en anglais, self-government. L’expression de gouvernement anarchique impliquant une sorte de contradiction, la chose semble impossible et l’idée absurde. Il n’y a pourtant à reprendre ici que la langue : la notion d’anarchie, en politique, est tout aussi rationnelle et positive qu’aucune autre. Elle consiste en ce que, les fonctions politiques étant ramenées aux fonctions industrielles, l’ordre social résulterait du seul fait des transactions et des échanges. Chacun alors pourrait se dire autocrate de lui-même, ce qui est l’extrême inverse de l’absolutisme monarchique. » Proudhon défendait la liberté individuelle contre toute force dominante : l'Église, la religion et toute espèce de dictature, l'individu ne doit jamais être sacrifié à l'intérêt général ou à la justice sociale.

## La dialectique

### La dialectique sérielle
C’est à partir de l’observation de l’économie et de ses contradictions dans l’histoire que Proudhon ébauche dans sa Création de l’ordre (1843) sa dialectique dite dialectique sérielle. Le monde humain et le monde matériel apparaissent comme une pluralité d’éléments irréductibles, à la fois antagonistes et solidaires. L’antinomie est un « couple » de forces composé par l’opposition de deux éléments à la fois antagonistes et complémentaires.
La propriété essentielle de ces couples antinomiques est leur impossibilité de se résoudre en synthèse. « Les termes se balancent soit entre eux, soit avec d’autres termes antinomiques » mais « une balance n’est pas une synthèse » (Justice, Les biens). La résolution de l’antinomie est « impossible » parce que c’est de l’opposition des éléments antinomiques, de leur confrontation réciproque, que naissent le mouvement et la vie. La synthèse est artificielle, ou entraîne la mort. « Le monde moral comme le monde physique repose sur une pluralité d’éléments irréductibles et antagonistes et c’est de la contradiction de ces éléments que résultent la vie et le mouvement de l’univers. » « Les termes antinomiques ne se résolvent pas plus que les pôles opposés d’une pile électrique ne se détruisent […] ils sont la cause génératrice du mouvement de la vie, du progrès […] Le problème consiste à trouver non leur fusion – ce qui serait la mort – mais leur équilibre, équilibre sans cesse instable, variable selon le développement même des sociétés. »(Théorie de la propriété). Une dialectique faisant intervenir un troisième terme que l’on croit faire provenir des deux termes du couple antinomique, conduit sur le terrain politique et social « à l’absolutisme gouvernemental, à la prépotence de l’État, à la subalternisation de l’individu » (La Guerre et la Paix) et sur le terrain philosophique « à la négation de la liberté » (Justice 9e étude).
Par l’opposition des éléments pris deux à deux, se constitue une succession, une chaîne d’antinomies sans autre lien apparent entre elles que leur rapport antagoniste.
Les chaines de ces antinomies s’intègrent dans des séries qui en forment la loi organique. La série se présente comme une force associative et organisatrice qui traverse, sous-tend et discipline le mouvement dialectique des chaines antinomiques. Tout en respectant la pluralité des éléments et leur antagonisme, elle les amène à une unité pluraliste et à une tension dynamique. « Otez l’antinomie, le progrès des êtres est inexplicable. Otez la série, le monde n’est plus qu’une mêlée d’oppositions terribles. » (Création de l’ordre).
Le monde apparaît comme une trame de séries évoluant elles-mêmes par le mouvement résultant de la somme des tensions internes.
Deux séries dominent le monde social :
Dans l’économie, le travail constitue la série type qui parcourt et soumet à sa force organisatrice les antinomies économiques. La guerre organise négativement antagonisme et solidarité et constitue une série générale inverse de celle que le travail constitue positivement.

### Proudhon et la dialectique hégélienne
Dès 1843, donc avant tout contact avec Marx, si Proudhon n’a pas lu Hegel dans le texte (il ne parlait pas l'allemand), il a lu à peu près tout ce qui avait été écrit en français sur le sujet. Dans la Création de l’ordre, le mot de synthèse désigne généralement le couple antinomique lui-même : « La synthèse ne détruit pas réellement la thèse et l’antithèse, le système de Hegel n’est qu’un artifice de langage ». (Création de l’ordre Ch. III, N° 283). Fin 1844, début 1845, il rencontre plusieurs intellectuels hégéliens (Marx, Bakounine et, surtout, Grün). Proudhon se persuade alors d’employer la dialectique hégélienne dans l'ouvrage qu'il prépare : le Système des contradictions économiques ou Philosophie de la misère. C'est le seul ouvrage dans lequel il fera cette tentative.
« A propos [du Système des contradictions économiques (1846)], je renouvelle ici l’observation déjà faite, page XXXI du Programme de philosophie populaire, sur Hegel, à l’exemple duquel j’avais adopté l’idée que l’antinomie devait se résoudre en un terme supérieur, la synthèse, distinct des deux premiers, la thèse et l’antithèse : erreur de logique autant que d’expérience, dont je suis aujourd’hui revenu. L’ANTINOMIE NE SE RESOUT PAS ; là est le vice fondamental de toute la philosophie hégélienne. Les deux termes dont elle se compose se BALANCENT, soit entre eux, soit avec d’autres termes antinomiques : ce qui conduit au résultat cherché. Une balance n’est point une synthèse telle que l’entendait Hegel et que je l’avais supposé après lui : cette réserve faite, dans un intérêt de pure logique, je maintiens tout ce que j’ai dit dans mes Contradictions. » (De la Justice, Et. III, note P)
« La formule hégélienne n’est une triade que par le bon plaisir ou l’erreur du maître, qui compte trois termes là où il n’en existe véritablement que deux, et qui n’a pas vu que l’antinomie ne se résout point, mais qu’elle indique une oscillation ou antagonisme susceptible seulement d’équilibre. A ce seul point de vue, le système de Hegel tout entier serait à refaire. » (Justice, Philosophie populaire, § VII, en note).
« Je m’aperçus que la dialectique de Hegel […] était fautive en un point et servait plutôt à embrouiller les idées qu’à les éclaircir […] L’antinomie est une loi de la nature et de l’intelligence, un phénomène de l’entendement ; comme toutes les notions qu’elle affecte, elle ne se résout pas ; elle reste éternellement ce qu’elle est, cause première de tout mouvement, principe de toute vie et évolution, par contradiction de ses termes ; seulement, elle peut être balancée, soit par l’équilibration des contraires, soit par son opposition à d’autres antinomies. » (Th. de la prop., Ch. I)

## Proudhon et la «science économique»
Proudhon a une grande confiance dans la « science économique », qu'il considère comme la seule qualifiée pour changer la société : « je persiste à croire que les questions sur Dieu, sur la destinée humaine, sur les idées, sur la certitude, en un mot, toutes les hautes questions de la philosophie font partie intégrante de la science économique, qui n’en est, après tout, que la réalisation extérieure ». Comme Fourier ou Saint-Simon, il affirme ainsi le primat de l’économie sur la politique.
Dans ses Contradictions économiques, Proudhon s’attache à montrer que l’économie est fondée sur des contradictions internes : ainsi, le machinisme allège la peine de l'ouvrier mais le met au chômage, la division du travail accroît la richesse sociale mais abrutit l'ouvrier, le crédit peut émanciper le travailleur mais n’est accordé qu’aux riches, la propriété foncière est le fondement même de la liberté, mais produit des privilèges.
La concurrence est de même contradictoire, d'un côté elle est injuste par ses effets (il lui prête de mener nécessairement au monopole) mais Proudhon l'accepte car elle est efficace et nécessairement opposée aux privilèges : « Par cela seul que l'ouvrier de l'administration n'a point de concurrence, qu'il n'est intéressé ni aux bénéfices, ni à la perte, qu'il n'est pas libre en un mot, sa productivité est nécessairement moindre et son service trop cher. ». Les dirigeants deviennent « par leur traitement (leurs subventions), des aristocrates aussi coûteux qu'inutiles et les autres, les salariés, sont retenus à jamais dans une condition subalterne »,
Face à ces contradictions qui sont éternelles, la révolution est vaine et il faut chercher une nouvelle façon de considérer les rapports économiques, fondée sur le droit et le contrat.
S'il se montre très critique envers l’économie capitaliste, le socialisme ne trouve pas davantage grâce dans ses écrits. Ce qu’il ne peut accepter, c'est l'utopie, qui, pour lui, conformément à l’étymologie, est un « lieu de nulle part » qui ne peut pas être. Or, le socialisme est une utopie : « seul, dans le vague de ses idées, il proteste contre l’unanimité du genre humain » ; aussi, « il n’y a point d’heure marquée pour lui ; il est condamné à un perpétuel ajournement ». Quand le capitalisme affirme que ce qui doit être est, le socialisme affirme que ce qui doit être n’est pas. Quand l’économie politique affirme que le travail est organisé, le socialisme utopique affirme qu’il faut l’organiser. Fidèle à la dialectique hégélienne dont il se prétend un grand adepte, Proudhon réfute ces deux conclusions ; il est d’avis que le travail s’organise. C’est qu’il n’admet pas l'hypothèse d’un état stationnaire : pour lui, la société évolue depuis la naissance du monde et évoluera jusqu’à la fin du monde. Par conséquent, il s’oppose aussi bien aux économistes classiques — qui décrivent les réalités du monde de l’époque sans penser qu’elles sont transitoires et qu’elles pourraient évoluer — qu’aux socialistes, pour qui l’avènement d’une société idéale marquera la fin de l’histoire.
Proudhon se veut l'apôtre d'une troisième voie, celle du socialisme scientifique, qui va prendre la forme de l’« anarchie positive » ou du « fédéralisme autogestionnaire ». Le fédéralisme autogestionnaire de Proudhon est fondé sur deux structures parallèles, l’une correspondant aux activités économiques, et l’autre au corps politique. Ces deux constructions doivent être distinctes mais coopérer.
Sur le plan de la production, il s’agit d’une « démocratie économique mutualiste : les agriculteurs sont propriétaires d’une parcelle qu’ils exploitent, et ils s’associent avec d’autres au sein d’ensembles coopératifs, eux-mêmes inclus dans une fédération agricole. Le secteur industriel devrait, quant à lui, être composé de multiples propriétés collectives concurrentes entre elles mais associées en une même fédération industrielle. Des groupements d’unions de consommateurs formeraient un « syndicat de la production et de la consommation », chargé de la gestion du système, indépendamment de l’État. Proudhon ne s’arrête pas là : il imagine aussi une confédération qui regrouperait tous les marchés du monde.
Sur le plan politique, la « démocratie politique fédérative » serait fondée sur des régions qui s’auto-administreraient — pour la France, une douzaine — et seraient associées pour former une république fédérale. L’échelon fédéral n’aurait « qu’un rôle d’institution, de création, d’installation, le moins possible d’exécution ». Il y aurait deux chambres : une Chambre des régions et une Chambre des professions. Le suffrage universel serait ainsi fondé sur une division régionale et socioprofessionnelle. Des nations pourraient former ensemble des confédérations. Ainsi, en 1863, Proudhon imagine une Europe confédérale dotée d’un budget, de diverses agences, d’une cour de justice et organisant un marché commun. Cette organisation ne peut être mise en place que grâce à la volonté des citoyens et au temps. De la volonté, surtout : la pensée de Proudhon est fondée sur le contrat.
Marx fit une réfutation de Système des contradictions économiques ou Philosophie de la Misère dans Misère de la Philosophie. Dans une lettre à J.-B. Schweitzer, il déclare : « J'ai montré, entre autres, comme il a peu pénétré les secrets de la dialectique scientifique, combien, d'autre part, il partage les illusions de la philosophie « spéculative » : au lieu de considérer les catégories économiques comme des expressions théoriques de rapports de production historiques correspondant à un degré déterminé du développement de la production matérielle, son imagination les transforme en idées éternelles, préexistantes à toute réalité, et de cette manière, par un détour, il se retrouve à son point de départ, le point de vue de l'économie bourgeoise.
Puis je montre combien défectueuse et rudimentaire est sa connaissance de l'économie politique, dont il entreprenait cependant la critique, et comment avec les utopistes il se met à la recherche d'une prétendue « science », d'où on ferait surgir une formule toute prête et a priori pour la « solution de la question sociale », au lieu de puiser la science dans la connaissance critique du mouvement historique, mouvement qui lui-même produit les conditions matérielles de l'émancipation. Ce que je démontre surtout, c'est que Proudhon n'a que des idées imparfaites, confuses et fausses sur la base de toute économie politique, la valeur d'échange, circonstance qui l'amène à voir les fondements d'une nouvelle science dans une interprétation utopique de la théorie de la valeur de Ricardo. […]
De son côté, Proudhon jugera ainsi la Misère de la philosophie de Marx ;
« Marx est le ténia du socialisme » (Carnet, 24 sept. 1847)
« Contradictions économiques.- Tous ceux qui en ont parlé jusqu’ici l’ont fait avec une suprême mauvaise foi, envie ou bêtise. Ch. Marx, Molinari, Vidal, Univers religieux […] (Carnet, 20 nov. 1847).
Proudhon lira en partie le livre de Marx (jusqu'au chapitre II, § 3) et portera en marge des notes manuscrites. Il prêtera ensuite son exemplaire à deux amis (Crémieux et, peut-être, Grün) qui annoteront également l'ouvrage.
A part un « oui » Ch. I, § 2, les notes de Proudhon commencent au Ch. II. Les mots de « Calomnie », « Absurde », « Faux », « Pasquinade » se succèdent. Certaines notes expliquent pourquoi Proudhon qualifie Marx de « ténia » dans son Carnet : « Mensonge : C'est précisément ce que je dis » ; « Faux. Qui vous parle de cela ? Quand je dis positivement le contraire ! » ; « Quelle bêtise après ce que j'ai écrit — En vérité Marx est jaloux » ; « J'ai dit tout cela. Marx fait comme Vidal » (Dans ses Carnets Proudhon accuse Vidal de le piller) ; « Plagiat de mon chapitre Ier » ; « Allons mon cher Marx, vous êtes de mauvaise foi, et tout à la fois vous ne savez rien » ; « Le véritable sens de l'ouvrage de Marx, c'est qu'il a le regret que partout j'ai pensé comme lui, et que je l'aie dit avant lui. Il ne tient qu'au lecteur de croire que c'est Marx qui, après m'avoir lu, a le regret de penser comme moi ! Quel homme ! ».

## La critique de la propriété
Dans ses premiers travaux, Proudhon analyse la nature et les problèmes d'une économie capitaliste. Bien que profondément critique du capitalisme, il objecte aussi aux socialistes contemporains qui idolâtrent le collectivisme. Dans des séries de commentaires, de Qu'est ce que la propriété ? (1840) jusqu'au posthume Théorie de la propriété (1863-64), il déclara d'abord que « la propriété c'est le vol », mais affirma enfin que « la propriété, c'est la liberté ». Il expliqua alors que quand il disait que la propriété est du vol, il avait été compris à contre-sens : il désignait en fait les seuls propriétaires terriens oisifs qui, d'après lui, volent les profits aux travailleurs. Plus généralement, il parlait des personnes qui tirent un revenu sans travailler. Dans Théorie de la propriété, il affirme que la « propriété est la seule force qui puisse servir de contre-poids à l'État ». Ainsi, « Proudhon pouvait maintenir l’idée de propriété comme vol et en même temps en offrir une nouvelle définition comme liberté. Il y a possibilité perpétuelle d’abus, d’exploitation qui produit le vol. Mais simultanément la propriété est une création spontanée de la société et une défense contre le pouvoir insatiable de l’État. » Ainsi la propriété est la principale des contradictions éternelles qui explique la société.
En soutenant que la propriété est essentielle à la liberté, Proudhon renvoie non seulement au produit du travail de l'individu mais aussi au foyer du paysan ou de l'artisan, aux instruments de son commerce et au revenu qu'il perçoit de la vente de ses marchandises. Pour Proudhon – à la suite de Locke – la seule source légitime de propriété est le travail. Ce que chacun produit est sa propriété et celle de nul autre. Il peut être considéré comme un socialiste libertaire puisqu'il plaida pour l’auto-gestion du travailleur et contre la possession capitaliste des moyens de production. Cependant, il rejette la possession des produits du travail par la société estimant que « la propriété du produit, quand même elle serait accordée, n'emporte pas la propriété de l'instrument […]. Le droit au produit est exclusif, jus in re ; le droit à l'instrument est commun, jus ad rem. ». Proudhon exposait de nombreux arguments pour ne pas conférer des droits à la terre et au capital, arguments comprenant des raisons fondées sur la morale, l'économie, la politique et la liberté individuelle. Un de ses arguments était que de tels droits permettaient le profit, qui menait à son tour à l'instabilité sociale et à la guerre par la création de cycles d'endettement qui finalement rendaient impossible le remboursement par le travail. Un autre argument était que cela produisait le « despotisme » et transformait les travailleurs en salariés sujets à l'autorité d'un chef.
Proudhon s'oppose au fond autant à la propriété collective qu'à la propriété individuelle. Il les dénonce toutes deux, quoique abandonnant finalement sa défense de la « possession » contre la « propriété » et justifiant cette dernière comme un mal nécessaire. Dans Théorie de la propriété, il maintient : « Or, en 1840, j'ai nié carrément le droit de propriété… pour le groupe comme pour l'individu, pour la nation comme pour le citoyen » mais ensuite il expose sa nouvelle théorie de la propriété. « La propriété est la plus grande force révolutionnaire qui existe et qui se puisse opposer au pouvoir » et « servir de contre-poids à la puissance publique, balancer l'État, par ce moyen assurer la liberté individuelle ; telle sera donc, dans le système politique, la fonction principale de la propriété. » (Théorie de la propriété). Cependant, bien qu'il soutienne maintenant la propriété de la terre (incluant le droit à l'héritage, mais non celui à la rente, ni à l'abusus), il croit encore que la « propriété » devrait être distribuée égalitairement et limitée en taille afin qu'elle soit utilisée réellement par les individus, les familles et les associations de travailleurs. (Théorie de la propriété) Il soutient le droit d'héritage, défendu « comme un des fondements de la famille et de la société ». (Steward Edwards, Introduction to Selected Writings of P.J. Proudhon) Il refuse cependant de l'étendre au-delà des possessions personnelles arguant que sous la loi de l'association, la transmission de la richesse ne s'applique pas aux instruments de travail

## La transformation de la société: le crédit gratuit, le mutualisme, le fédéralisme
Proudhon a une conception propre de l'exploitation : il y a exploitation en ce que le patron paie des forces de travail individuelles à ses ouvriers et recueille une force de travail collective supérieure. Ainsi, les 200 grenadiers qui ont érigé en un jour l'Obélisque sur la place de la Concorde ont accompli un travail que n'aurait pu accomplir un seul grenadier en 200 jours, mais son salaire aurait été la somme de ceux versés aux 200 grenadiers : le capitalisme ne paie pas la force immense qui résulte de l'union et de l'harmonie des travailleurs, de la convergence et de la simultanéité de leurs efforts.
En conséquence de son opposition au profit, au travail salarié, à l'exploitation des travailleurs, ainsi qu'à la propriété publique, Proudhon rejette à la fois capitalisme et communisme. Il préconise l'association et adopte le terme de mutualisme pour son genre d’anarchisme, qui implique le contrôle des moyens de production par les travailleurs. Dans sa vision, des artisans indépendants, des paysans, et des coopératives échangeraient leurs produits sur un marché. Pour Proudhon, les usines et autres larges lieux de travail seraient dirigés par des syndicats fonctionnant par démocratie directe. L'État serait aboli ; à la place la société devrait être organisée par une fédération de « communes libres ». Proudhon se fait théoricien du fédéralisme.
Proudhon s'oppose à la taxation de l'intérêt et de la rente, mais ne cherche pas à les abolir par la loi  (Solution du problème social, 1848-49). Il considère qu'une fois que les travailleurs auront organisé le crédit et le travail, de telles formes d'exploitation disparaîtront.
La théorie de Proudhon était révolutionnaire, mais sa révolution ne signifiait pas soulèvement violent ni guerre civile mais plutôt transformation de la société par l'avènement d'une classe moyenne. Cette transformation était essentiellement morale et demandait la plus haute éthique de la part de ceux qui recherchaient le changement. C'était une réforme monétaire combinée avec l'organisation contractuelle d'un crédit bancaire et d'associations de travailleurs que Proudhon propose d'utiliser comme levier pour provoquer l'organisation de la société selon de nouvelles lignes. Il ne prévoit ni ne suggère comment les institutions monétaires devraient gérer le problème de l'inflation et la nécessité d'allouer efficacement les ressources rares.

## Relations avec les autres doctrines socialistes ou anarchistes

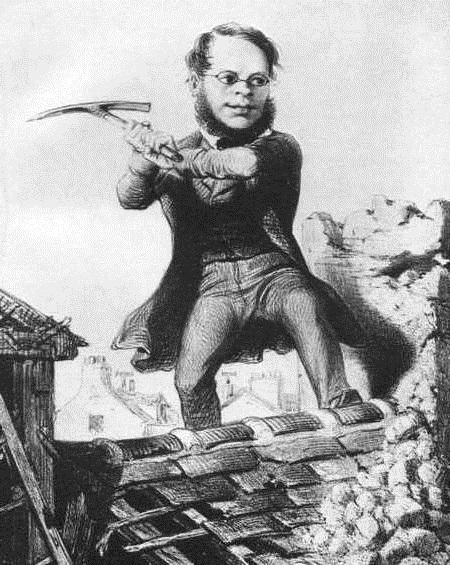
Proudhon (caricature).

Proudhon désapprouve l'action révolutionnaire. Fils d'artisans, il se méfie de la classe ouvrière dont il redoute la violence et dénonce les « charlataneries » d'organisation totale et globale de la société. « L'attachement de Proudhon à la liberté individuelle, qu'aucune forme d'organisation sociale doit supprimer, pour quelque raison que ce soit, lui a permis de percevoir mieux qu'aucun autre penseur socialiste les risques attachés au triomphe de l'État, du collectif ou de la communauté ». Il critiqua les socialistes autoritaires comme le socialiste étatiste Louis Blanc. Proudhon rejette vivement l'idée d'un État centralisateur défendue par le socialisme d'État.
Il flétrit de même le communisme : « le communisme est synonyme de nihilisme, d'indivision, d'immobilité, de nuit, de silence » (Système des contradictions économiques) ; le système phalanstérien « ne renferme que bêtise et ignorance ». Proudhon fit peu de critiques publiques de Karl Marx. On peut penser que c'est parce que du vivant de Proudhon, Marx était peu connu hors de certains cercles.
C'est le livre Qu'est ce que la propriété ? qui aurait convaincu Marx que la propriété privée devait être abolie[réf. nécessaire]. Dans un de ses premiers travaux, La Sainte Famille, Marx écrit : « Non seulement Proudhon écrit dans l'intérêt du prolétariat, mais il est lui-même un prolétaire, un ouvrier. Son travail est un manifeste scientifique du prolétariat français. » Marx publia plus tard de sévères critiques contre Proudhon, notamment La Misère de la Philosophie proposé comme une réfutation directe de La Philosophie de la misère de Proudhon. Dans certains aspects de son socialisme, Proudhon a été suivi par Michel Bakounine. Après la mort de Bakounine, le socialisme libertaire se divisa entre anarcho-communisme et collectivisme libertaire, avec des partisans notables tels que Pierre Kropotkine et Joseph Déjacque.

## Les critiques de Marx
La publication de Qu'est-ce que la propriété ? attire l’attention des autorités françaises mais aussi de Karl Marx. Fin 1844, début 1845, les deux hommes se rencontrent à Paris où Marx est en exil. Leur amitié prend fin en mai 1846, quand Proudhon refuse de devenir son correspondant français dans une sorte d'internationale de philosophes allemands, anglais et français qu'il souhaitait créer. En réponse à Philosophie de la misère de Proudhon qui parait la même année, Marx écrit alors Misère de la philosophie, où il prétend démontrer « la crasse ignorance » de Proudhon en économie, et le caractère « petit-bourgeois » de ses théories sur l'impôt et sur le policier. Le jugement sévère de Karl Marx sur Proudhon restera célèbre : « Chaque rapport économique a un bon et un mauvais côté : c'est le seul point dans lequel M. Proudhon ne se dément pas. Le bon côté, il le voit exposé par les économistes ; le mauvais côté, il le voit dénoncé par les socialistes. Il emprunte aux économistes la nécessité des rapports éternels, il emprunte aux socialistes l'illusion de ne voir dans la misère que la misère (au lieu d'y voir le côté révolutionnaire, subversif, qui renversera la société ancienne). Il est d'accord avec les uns et les autres en voulant s'en référer à l'autorité de la science. La science, pour lui, se réduit aux minces proportions d'une formule scientifique ; il est l'homme à la recherche des formules. C'est ainsi que M. Proudhon se flatte d'avoir donné la critique et de l'économie politique et du communisme : il est au-dessous de l'une et de l'autre. Au-dessous des économistes, puisque comme philosophe, qui a sous la main une formule magique, il a cru pouvoir se dispenser d'entrer dans des détails purement économiques ; au-dessous des socialistes, puisqu'il n'a ni assez de courage, ni assez de lumières pour s'élever, ne serait-ce que spéculativement au-dessus de l'horizon bourgeois […] Il veut planer en homme de science au-dessus des bourgeois, et des prolétaires ; il n'est que le petit bourgeois, ballotté constamment entre le Capital et le Travail, entre l’économie politique et le communisme ».
Quasiment au même moment, Marx et Engels écrivent le Manifeste du Parti communiste (1848) dans lequel ils s'emploient à ridiculiser Proudhon et, de façon générale, tous les courants « socialistes » en dehors du communisme marxiste. Ils qualifient Proudhon de « socialiste bourgeois » qui « n'atteint son expression adéquate que lorsqu'il devient une simple figure de rhétorique : Le libre-échange, dans l'intérêt de la classe ouvrière ! Des droits protecteurs, dans l'intérêt de la classe ouvrière ! Des prisons cellulaires, dans l'intérêt de la classe ouvrière ! ».

## Commentaire
Pour Michel Onfray : « Le proudhonisme est un pragmatisme, autrement dit, le contraire d'un idéalisme. D'où ses propositions concrètes et détaillées : la fédération, la mutualisation, la coopération comme autant de leviers pour réaliser la révolution ici et maintenant, sans qu'une seule goutte de sang soit versée ; la banque du peuple et le crédit organisé pour les classes nécessiteuses par ces mêmes classes dans une logique qu'on dirait aujourd'hui de microcrédit ; une théorie de l'impôt capable de réaliser la justice sociale ici et maintenant ; une défense de la propriété anarchiste, comme assurance de la liberté individuelle menacée par le régime communiste ; la construction d'un État libertaire qui garantisse la mécanique anarchiste ; une théorie critique de la presse qui est une machine à promouvoir l'idéal des banquiers qui la financent ; une pensée du droit d'auteur ; une analyse de la fonction sociale et politique de l'art qui s'oppose à l'art pour l'art et aux jeux d'esthètes ; un investissement dans ce qu'il nomme la "démopédie" et qui suppose qu'on augmente plus sûrement le progrès de la révolution par l'instruction libre que par l'insurrection paramilitaire - et mille autres instruments d'une boîte à outils dans laquelle le socialisme n'a pas encore puisé… »

## Hommages
Plaque au 12, rue de Passy Paris 16ème.
Timbre poste français 6f + 5f, d'une série de six en 1948.

#### Écrivains influencés
- Mikhaïl Aleksandrovitch Bakounine - Pierre Kropotkine - Georges Sorel - Benjamin Tucker - Georges Duchêne - Paul-Henry Gendebien - Silvio Gesell - Émile Durkheim